# Olympische Sommerspiele 1964/Teilnehmer (Tanganjika)
| Gelbes Symbol für Goldmedaillen mit stilisierten Olympischen Ringen | Graues Symbol für Silbermedaillen mit stilisierten Olympischen Ringen | Braundes Symbol für Bronzemedaillen mit stilisierten Olympischen Ringen |
| ------------------------------------------------------------------- | --------------------------------------------------------------------- | ----------------------------------------------------------------------- |
| —                                                                   | —                                                                     | —                                                                       |

Die Vereinigte Republik von Tanganjika und Sansibar nahm als Tanganjika an den Olympischen Sommerspielen 1964 in der japanischen Hauptstadt Tokio mit vier Sportlern in der Leichtathletik teil. Es war Tanganjikas erste Teilnahme an Olympischen Spielen.

## Teilnehmer nach Sportarten

### Leichtathletik
- Daniel Thomas
400 m: im Vorlauf ausgeschieden

- Mohamed Hassan Chabbanga
800 m: im Vorlauf ausgeschieden

- Pascal Mfyomi
10.000 m: Rennen nicht beendet

- Omari Abdallah
Marathon: 47. Platz